# Nicole Goullieux
Nicole Goullieux, née le 15 juillet 1931 à Paris, morte le 19 juin 2024 au Neubourg,, est une athlète française, spécialiste du 800 mètres.

## Biographie
En 1959, elle remporte la médaille d'or du 800 m lors des Universiade d'été, à Turin, dans le temps de 2 min 11 s 1. Elle participe aux Jeux olympiques de 1960, à Rome, mais ne franchit pas le premier tour de l'épreuve du 800 m.
Nicole Goullieux améliore à trois reprises le record de France du 800 mètres, établissant les temps de 2 min 12 s 7 et 2 min 10 s 5 en 1955, et 2 min 9 s 5 en 1959. Elle a également amélioré par trois fois le record de France du 1000 mètres pour le porter finalement à 2 min 50 s 6 en 1960.

## Décoration
- Médaille d'honneur de la jeunesse et des sports, à titre exceptionnel (1959)[3]

## Palmarès
- 31 sélections en Équipe de France A
- Championnats de France d'athlétisme Élite :
  - vainqueur du 800 m en 1952, 1953, 1957, 1958, 1959 et 1962.
- Championnats de France de cross-country :
  - vainqueur en 1956, 1959, 1960, 1961 et 1963

## Records
| Épreuve | Performance  | Lieu | Date |
| ------- | ------------ | ---- | ---- |
| 800 m   | 2 min 9 s 5  |      | 1959 |
| 1000 m  | 2 min 50 s 6 |      | 1960 |